# Robert Ben Garant
Robert Ben Garant (Cookeville, 1970. szeptember 14. –) amerikai színész, humorista, filmrendező, forgatókönyvíró és producer.
Gyakran dolgozik együtt Thomas Lennonnal és Kerri Kenney-Silverrel, akikkel a Reno 911! – Zsaruk bevetésen című sorozatot is megalkották. Lennonnal közösen írták az Éjszaka a múzeumban-filmek forgatókönyveit.
Rendezőként jegyzi a 2007-es Zsaruk bevetésen – A film és a Szerva itt, pofon ott című filmeket, továbbá az Ördögfattya (2013) című horror-filmvígjátékot.

## Filmográfia

### Film

#### Rendező, író és producer
| Év   | Magyar cím                | Eredeti cím                                    | Feladatkör | Feladatkör | Feladatkör | Megjegyzések                                             |
| Év   | Magyar cím                | Eredeti cím                                    | Rendező    | Író        | Producer   | Megjegyzések                                             |
| ---- | ------------------------- | ---------------------------------------------- | ---------- | ---------- | ---------- | -------------------------------------------------------- |
| 2004 | Amerikai taxi             | Taxi                                           | Nem        | Igen       | Nem        | - társíró: - Thomas Lennon - Jim Kouf                    |
| 2005 | Gorillabácsi              | The Pacifier                                   | Nem        | Igen       | Nem        | - társíró: - Thomas Lennon                               |
| 2005 | Kicsi kocsi – Tele a tank | Herbie: Fully Loaded                           | Nem        | Igen       | Nem        | - társíró: - Thomas Lennon - Alfred Gough - Miles Millar |
| 2006 | Gyerünk a börtönbe!       | Let's Go to Prison                             | Nem        | Igen       | Nem        | - társíró: - Thomas Lennon - Michael Patrick Jann        |
| 2006 | Éjszaka a múzeumban       | Night at the Museum                            | Nem        | Igen       | Nem        | - társíró: - Thomas Lennon                               |
| 2007 | Zsaruk bevetésen – A film | Reno 911!: Miami                               | Igen       | Igen       | Vezető     | - társíró: - Thomas Lennon - Kerri Kenney-Silver         |
| 2007 | Szerva itt, pofon ott     | Balls of Fury                                  | Igen       | Igen       | Nem        | - társíró: - Thomas Lennon                               |
| 2009 | Éjszaka a múzeumban 2.    | Night at the Museum: Battle of the Smithsonian | Nem        | Igen       | Nem        | - társíró: - Thomas Lennon                               |
| 2010 |                           | Once Upon a Time in Knoxville                  | Nem        | Nem        | Koproducer |                                                          |
| 2011 |                           | Writing Movies for Fun and Profit              | Igen       | Igen       | Nem        | - rövidfilm - társíró és -rendező: - Thomas Lennon       |
| 2011 |                           | Stop the Environment                           | Nem        | Igen       | Nem        | - rövidfilm - társíró: - David Lincoln                   |
| 2011 |                           | Charlie Brown: Blockhead's Revenge             | Igen       | Nem        | Nem        | rövidfilm                                                |
| 2013 | Ördögfattya               | Hell Baby                                      | Igen       | Igen       | Igen       | - társíró és -rendező: - Thomas Lennon                   |
| 2014 |                           | Rocky and Bullwinkle                           | Nem        | Igen       | Nem        | - rövidfilm - társíró: - Thomas Lennon                   |
| 2014 | Jessabelle                | Jessabelle                                     | Nem        | Igen       | Nem        |                                                          |
| 2016 |                           | The Veil                                       | Nem        | Igen       | Igen       |                                                          |
| 2017 | Baywatch                  | Baywatch                                       | Nem        | Sztori     | Nem        |                                                          |
| 2020 |                           | Chasers                                        | Igen       | Igen       | Vezető     | - társíró: - Kevin Healey - Cathy Shim                   |

#### Színész
| Év   | Magyar cím                       | Eredeti cím                                    | Szerep                                  | Megjegyzések                    |
| ---- | -------------------------------- | ---------------------------------------------- | --------------------------------------- | ------------------------------- |
| 1995 |                                  | MTV: The State, Skits and Stickers             | több szereplő                           | videófilm                       |
| 2005 | Kicsi kocsi – Tele a tank        | Herbie: Fully Loaded                           | rendező                                 |                                 |
| 2006 | Királyi ötletek                  | Bickford Shmeckler's Cool Ideas                | rendőr a kampuszon                      |                                 |
| 2007 | Zsaruk bevetésen – A film        | Reno 911!: Miami                               | Travis Junior seriffhelyettes           | magyar hangja: Seszták Szabolcs |
| 2009 | Éjszaka a múzeumban 2.           | Night at the Museum: Battle of the Smithsonian | Wilbur Wright (cameo)                   | stáblistán nem szerepel         |
| 2011 |                                  | Charlie Brown: Blockhead's Revenge             | Pig-Pen                                 | rövidfilm                       |
| 2013 | Ördögfattya                      | Hell Baby                                      | Sebastian atya                          |                                 |
| 2014 | Mr. Peabody és Sherman kalandjai | Mr. Peabody & Sherman                          | egyiptomi néző / olasz jobbágy (hangja) |                                 |
| 2014 |                                  | Rocky and Bullwinkle                           | narrátor (hangja)                       | rövidfilm                       |
| 2019 |                                  | Raising Buchanan                               | Lancaster fickó                         |                                 |
| 2022 | Bob burgerfalodája – A film      | The Bob's Burgers Movie                        | Critter (hangja)                        |                                 |

### Televízió
| Év        | Magyar cím                                 | Eredeti cím                       | Szerep                                | Megjegyzések                                |
| --------- | ------------------------------------------ | --------------------------------- | ------------------------------------- | ------------------------------------------- |
| 1992      |                                            | You Wrote It, You Watch It        | több szereplő                         | író                                         |
| 1993–1995 |                                            | The State                         | több szereplő                         | alkotó                                      |
| 1997      |                                            | Viva Variety                      | több szereplő                         | író és producer (16 epizód)                 |
| 2000      |                                            | Hey Neighbor                      | ismeretlen szerep                     | tévéfilm vezető producer                    |
| 2005–2022 | Reno 911! – Zsaruk bevetésen               | Reno 911!                         | Travis Junior seriffhelyettes         | társalkotó, rendező, író és vezető producer |
| 2008      |                                            | 3Way                              | Rodolfo Nine                          | 1 epizód rendező (5 epizód)                 |
| 2010      |                                            | The Strip                         | ismeretlen szerep                     | tévéfilm vezető producer                    |
| 2010      | Archer                                     | Archer                            | Rudi (hangja)                         | 1 epizód                                    |
| 2011      | Halálosan komolytalan                      | Funny or Die Presents             | navigátor                             | 1 epizód rendező és író (1 epizód)          |
| 2011–2019 | Bob burgerfalodája                         | Bob’s Burgers                     | Torpedo / Critter / Mitchell (hangja) | 5 epizód                                    |
| 2013      |                                            | Key and Peele                     | férfi a parkban                       | 1 epizód                                    |
| 2013–2017 |                                            | @midnight                         | nem szerepel                          | vezető producer                             |
| 2014      |                                            | The Aquabats! Super Show!         | Kitty Litter (hangja)                 | 1 epizód                                    |
| 2016      | Furcsa pár                                 | The Odd Couple                    | rendőr                                | 1 epizód                                    |
| 2016–2019 |                                            | Bajillion Dollar Propertie$       | Gio                                   | 9 epizód rendező (4 epizód) vezető producer |
| 2019      | Szilaj, a szabadon száguldó                | Spirit Riding Free                | Sam (hangja)                          | 1 epizód                                    |
| 2021      |                                            | Reno 911!: The Hunt for QAnon     | Travis Junior seriffhelyettes         | tévéfilm rendező, író és vezető producer    |
| 2022      | Zsaruk bevetésen 911: Egy csodálatos balhé | Reno 911!: It's a Wonderful Heist | nem szerepel                          | tévéfilm vezető producer                    |

## Fordítás
- Ez a szócikk részben vagy egészben  a   Robert Ben Garant című angol Wikipédia-szócikk ezen változatának fordításán alapul.  Az eredeti cikk szerkesztőit annak laptörténete sorolja fel. Ez a jelzés csupán a megfogalmazás eredetét és a szerzői jogokat jelzi, nem szolgál a cikkben szereplő információk forrásmegjelöléseként.